# Close Up
Close Up war eine österreichische Fernsehsendung für Kinder und Jugendliche.
Im Stile eines Infotainment-Magazins wurden wöchentlich neue Themen präsentiert. Außerdem wurden alltägliche Probleme der jungen Zuseher aufgegriffen, und Psychologin Elke von Rat auf Draht gab hilfreiche Tipps. Jede Woche konnten die Zuseher das „Video der Woche“ per Online-Voting wählen und in der nächsten Sendung ansehen.
Moderiert wurde die Sendung abwechselnd von Nina Saurugg und Georg Urbanitsch, unterstützt von zwei jungen Moderatoren.
Am 28. Juni 2008, nach über zwei Jahren Laufzeit, wurde die Sendung eingestellt.